# テアトロ新人戯曲賞
テアトロ新人戯曲賞（テアトロしんじんぎきょくしょう）とは、演劇雑誌『テアトロ』が主催する、新人劇作家の発掘を目的とした一般公募の戯曲賞である。

1989年に創設。受賞作品は『テアトロ』誌上に掲載され、受賞者には賞金10万円が贈られる。一般公募のため、高校生などの応募・受賞もある。

## 受賞作品一覧

### 第1回から第10回
- 第1回（1990年）
  - 該当作なし
- 第2回（1991年）
  - 横井慎治「形而上恋愛考」
- 第3回（1992年）
  - 該当作なし
- 第4回（1993年）
  - 該当作なし 　
  - 佐藤晴樹「寺山修二の冒険」（佳作）
- 第5回（1994年）
  - 該当作なし
- 第6回（1995年）
  - 該当作なし
- 第7回（1996年）
  - 春日太郎「ストレイチルドレン」
  - 広島友好「安吾往来」
- 第8回（1997年）
  - 翠羅臼「ルナパーク・ミラージュー失楽園通りの人々」
- 第9回（1998年）
  - 野中友博「化蝶譚」
- 第10回（1999年）
  - やのひでのり｢ブドリよ、私は未だ眠ることができない｣

### 第11回から第20回
- 第11回（2000年）
  - 久米一晃「リンゴトナイフ」（高校生として初の受賞）
- 第12回（2001年）
  - 該当作なし
- 第13回（2002年）
  - 森本ジュンジ「御伽童子」
  - しゅう史奈「夜のキリン」（佳作）
- 第14回（2003年）
  - 該当作なし
- 第15回（2004年）
  - 該当作なし
  - 松本邦雄「サミュエル」（佳作）
- 第16回（2005年）
  - 山田裕幸「トリガー」
- 第17回（2006年）
  - 松本邦雄「アメリカ」
  - 左藤慶「シーチキンパラダイス◎」
- 第18回（2007年）
  - 該当作なし
  - 笠井心「KYOTO大正ラプソディー」（佳作）
  - 刈馬カオス「モンスターとしての私 」（佳作）
  - くるみざわしん「うどん屋」（佳作）
  - 澤藤桂「川竹の流れ流れて、あゝゴールデン浴場」（佳作）
  - 中條岳青「プラズマ」（佳作）
- 第19回（2008年）
  - 該当作なし
  - 新井笙太「猫と同じに--寝たきり老人遺棄致死事件」（佳作）
  - 中條岳青「あげとーふ」（佳作）
- 第20回（2009年）
  - 坂本正彦「砂丘の片隅で」
  - 岩月収「みどり荘の「三人姉妹」」（佳作）

### 第21回から第30回
- 第21回（2010年）
  - 登り山美穂子「金魚たちとコワレタ夜の蝶番」
- 第22回（2011年）
  - 該当作なし
- 第23回（2012年）
  - 該当作なし
  - 蓮見正幸「妹よ……」（佳作）
  - 松宮信男「臨床心理相談室」（佳作）
- 第24回（2013年）
  - 該当作なし
  - 蓮見正幸「想い出のアルバム」（佳作）
  - 田口萌「My Home=home ground(マイホームグラウンド)」（佳作）
  - きんたろ「なつかしき廃棄物」（佳作）
  - 村上正人「淡雪涅槃」（佳作）
  - 石原燃「父を葬る」（佳作）
- 第25回（2014年）
  - 古川健「あの記憶の記録」
- 第26回（2015年）
  - 該当作なし
- 第27回（2016年）
  - 該当作なし
- 第28回（2017年）
  - 中村暢明「ざくろのような」
- 第29回（2018年）
  - 該当作なし

### 第31回から第40回
- 第31回（2019年）
  - 該当作なし
  - 六久宇「カルテジアン劇状」（佳作）
- 第32回（2020年）
  - 大西弘記「東京２０１２～のぞまれずさずかれずあるもの～」